# Fem myror är fler än fyra elefanter (datorspelsserie)
Fem myror är fler än fyra elefanter är en datorspelsserie från Young Genius. Spelen bygger på barnprogrammet med samma namn.

## Spel i serien
- Fem myror är fler än fyra elefanter - Första delen (1999)[1]
- Fem myror är fler än fyra elefanter - Andra delen (2000)[2]